# Bur Nuningpune
Bur Nuningpune är ett berg i Indonesien.   Det ligger i provinsen Aceh, i den västra delen av landet, 1 500 km nordväst om huvudstaden Jakarta. Toppen på Bur Nuningpune är 2 454 meter över havet.
Terrängen runt Bur Nuningpune är bergig åt sydväst, men åt nordost är den kuperad. Trakten runt Bur Nuningpune är nära nog obefolkad, med mindre än två invånare per kvadratkilometer. I omgivningarna runt Bur Nuningpune växer i huvudsak städsegrön lövskog.